# Китманов, Роальд Викторович
Китманов Роальд Викторович (23.01.1930-05.05.2007) — горный инженер, лауреат Государственной премии СССР (1980). Кандидат технических наук (1978).

## Биография
Китманов Роальд Викторович родился 23 января 1930 года в Улан-Баторе Монгольской народной республики.
В 1957 году окончил Московский нефтяной институт.
С 1962 года работал в ВУФ ВНИИГеофизика в г. Октябрьский старшим инженером, старшим геофизиком и заведующим лабораторией.
Китмановым Роальдом Викторовичем были разработаны дистанционные датчики давления для каротажных опробователей пластов, использующиеся в поисках месторождений нефти и природного газа. Внедрение разработки было проведено в экспедициях трестов «Башнефтегеофизика», «Татнефтегеофизика», «Тюменьнефтепромгеофизика».

## Труды
Роальд Викторович — автор 20 изобретений, имеет 50 печатных работ.
«Датчик зенитного угла инклинометра». Авторское свидетельство СССР № 312141, кл. G 01С 9/16, 1971. Авторы: А. Б. Благовещенский, Р. В. Китманов и А. И. Фионов/ Всесоюзный научно-исследовательский и проектно-конструкторский институт геофизических исследований геологоразведочных скважин.

## Награды и звания
- Государственная премия  СССР (1980)